# Мартін Доктор
Мартін Доктор (чеськ. Martin Doktor; нар. 21 травня 1974, Поличка, Чехословаччина) — чеський веслувальник-каноїст. Дворазовий олімпійський чемпіон. З 2017 року — член Чеської телевізійної ради.

## Біографія
Народився 1974 року в Поличці, Чехословаччина. У віці чотирьох років вперше керував човном. В сім років почав займатися веслуванням на байдарці. 1986 року переключився на каное, а 1992 року виграв свій перший чемпіонат світу серед юніорів, який проходив у Гамбурзі.
На дорослому рівні перший успіх прийшов на чемпіонаті світу з веслування 1995 року, де він завоював дві срібні медалі на дистанціях 500 та 1000 метрів.
Найвищим кар'єрним досягненням Доктора стали дві золоті нагороди на Олімпійських іграх в Атланті 1996 року на дистанціях 500 та 1000 метрів.
Наступного року виграв золото чемпіонату світу на дистанції 500 метрів, додавши при цьому дві срібні нагороди на 200 та 1000 метрів. 1998 року став чемпіоном світу на дистанції 200 метрів. Загалом на чемпіонатах світу вигравав 14 медалей різного ґатунку (дві золоті, дев'ять срібних та три бронзових). На європейських чемпіонатах Доктор виграв 11 медалей (дві золоті, чотири срібні та п'ять бронзових).
2000 року одружився зі своєю дівчиною Катериною, а через рік у подружжя народився хлопчик Фелікс.
На Олімпіаді 2000 року, яка проходила в Сіднеї був прапороносцем Чехії. На змаганнях зайняв два восьмих місця на двох дистанціях. Також брав участь в Іграх 2004 року в Афінах. Там став п'ятим на дистанції 500 метрів та четвертим у парному запливі.
2007 року закінчив факультет фізичного виховання та спорту Карлового університету.
2010 року був тренером Збірної Чехії, яку вивів на Чемпіонат світу того ж року в Познані. Став членом Міністерства внутрішніх справ та працівником Асоціації каное Чехії. 2012 року призначений спортивним директором Олімпійського комітету Чехії.
2017 року став членом Чеської телевізійної ради.

## Родина
Тесть веслувальника, олімпійського медаліста, чемпіона світу та Європи Даніеля Гавела.

## Нагороди
- Спортсмен року Чехії (1996)